# Williams FW04
La Williams FW04 è una vettura di Formula 1 realizzata dalla Williams nel 1975.

## Sviluppo
La FW04 fu la prima vettura costruita in proprio dal team inglese per partecipare alla stagione 1975 del campionato del mondo di Formula 1. 

## Tecnica
La vettura era dotata di un telaio monoscocca in alluminio ed era equipaggiata con un propulsore Ford Cosworth V8 gestito da un cambio manuale Hewland FG 400 a cinque rapporti. Gommata Goodyear, aveva come impianto frenante quattro freni a disco. 

## Attività sportiva
La vettura venne portata in gara per la prima volta al Gran Premio di Spagna da Arturo Merzario. Dopo il Gran Premio del Belgio Merzario lasciò la squadra e fu sostituito da Ian Scheckter mentre Damien Magee sostituì per una gara Jacques Laffite al Gran Premio di Svezia. Ma anche Ian Scheckter (fratello del futuro campione di Formula 1 Jody) rimase senza fondi e fu talvolta sostituito da François Migault. L'unica nota lieta della stagione fu il fortunoso secondo posto di Laffite al Gran Premio di Germania favorito da molte forature ed incidenti. Era dal 1969 che una vettura di Frank Williams non saliva sul podio, i sei punti di Laffite furono gli unici raccolti dalla squadra durante tutto l'anno. La seconda vettura continuò ad essere affittata gara per gara a piloti come Ian Ashley, Jo Vonlanthen, Renzo Zorzi e Lella Lombardi.